# Huracán Gabrielle (2001)
Huracán Gabrielle fue una pequeña borrasca en el golfo de México fue clasificada como depresión tropical el 11 de septiembre. Después de realizar un pequeño giro en el golfo, la depresión alcanzó fuerza de tormenta tropical y se la denominó Gabrielle. La tormenta tropical se dirigió hacia el noreste e hizo entrada en tierra en Venice, Florida el 14 de septiembre justo en el límite por debajo de la fuerza de huracán. Dieciocho horas después, Gabrielle salió a la costa, todavía como tormenta tropical. Continuó hacia el noreste y se convirtió en un huracán de poca intensidad. El 19 de septiembre, al sur de Terranova, se la clasificó como tormenta extratropical. El 21, se había unido a otra borrasca.
Gabrielle produjo lluvias torrenciales a lo largo de Florida, acumulando hasta 13 pulgadas en Pierson. La tormenta causó una muerte directa por ahogo, y una indirecta en Florida, y un daño total estimado en 230 millones de dólares.
- Datos: Q3358393
- Multimedia: Hurricane Gabrielle (2001) / Q3358393